# Ústřední volební komise (Izrael)
Izraelská Ústřední volební komise (hebrejsky: ועדת הבחירות המרכזית‎, Va'adat ha-bechirot ha-merkazit) je izraelské těleso vytvořené po přijetí volebního zákona v roce 1969 za účelem pořádání voleb do Knesetu. Komise je složena ze členů Knesetu (a delegátů) reprezentující rozdílné parlamentní skupiny a předsedá ji soudce Nejvyššího soudu. Mezi úkoly komise patří kontrola kandidátních listin jednotlivých kandidujících stran, financování voleb a zveřejnění výsledků voleb.